# استجهار بالضوء المستقطب

تصوير الأعضاء الداخلية ليرقة الذبابة عن طريق الانكسار الثنائي

يعني الاستجهار بالضوء المستقطَب أي عدد من تقنيات الفحص المجهري الضوئي التي تتضمن استقطاب الضوء.
تشمل التقنيات البسيطة إضاءة العينة بالضوء المستقطب. يمكن، اختياريًا، حجب الضوء المنقول مباشرة باستخدام مستقطب موجه بزاوية 90 درجة إلى الإضاءة. وتشمل تقنيات الاستجهار الأكثر تعقيدًا والتي تستفيد من الضوء المستقطب، تقنية استجهار التداخل التفاضلي واستجهار التداخل الانعكاسي [الإنجليزية]. غالبًا ما يستخدم العلماء جهازًا يسمى لوحة الاستقطاب لتحويل الضوء الطبيعي إلى ضوء مستقطب.
تُستخدم تقنيات الإضاءة هذه بشكل شائع في العينات مزدوجة الانكسار حيث يتفاعل الضوء المستقطب بقوة مع العينة وبالتالي يولد تباينًا مع الخلفية. يستخدم الاستجهار بالضوء المستقطب على نطاق واسع في علم بصريات المعادن.
على الرغم من أن اختراع المجهر المستقطب يُنسب عادة إلى ديفيد بروستر حوالي عام 1815، إلا أن بروستر يعترف بوضوح بأولوية وليم تالبوت، الذي نشر عمله في عام 1834.

## أنظر أيضا
- المجهر الاستقطابي

## روابط خارجية
- استجهار بالضوء المستقطب (جامعة باريس الجنوبية)